# Reinhard Genzel
Reinhard Genzel, né le 24 mars 1952 à Bad Homburg vor der Höhe en Hesse, est un astrophysicien allemand qui reçoit le prix Jules-Janssen de la Société astronomique de France (SAF) en 2000, le prix Balzan en 2003, la médaille Albert Einstein en 2007, le prix Shaw d'astronomie en 2008, le prix Crafoord en 2012, et le prix Nobel de physique en 2020. 
Depuis 2010, il dirige l’Institut Max-Planck de physique extraterrestre, à Munich.

## Biographie
Son groupe et lui-même travaillent principalement sur l'étude du centre de la galaxie. Ils ont été les premiers à mesurer précisément le mouvement des étoiles à sa proximité et en ont déduit la présence d'un trou noir supermassif de 4 millions de masses solaires. Genzel a notamment mis en évidence la présence de sursauts lumineux se produisant régulièrement au niveau du trou noir dans les longueurs d'onde infra-rouge. L'origine de ces sursauts est encore très discutée.
L'astéroïde (18241) Genzel est nommé en son honneur.
En 2020, il reçoit le prix Nobel de physique, conjointement avec Andrea M. Ghez et Roger Penrose pour « la découverte d'un objet compact supermassif au centre de notre galaxie », autrement dit Sagittarius A*.